# Vagyóczky Tibor
Vagyóczky Tibor (Budapest, 1931. szeptember 6. – 2022. október 3.) Balázs Béla-díjas magyar operatőr, egyetemi tanár, az IMAGO elnöke. A Szent István Egyetem kommunikációs szakán oktatott.

## Életpályája
Szülei: Vagyóczky János és Koszorús Veronika (1900-1978) voltak. 1951–1955 között a Színház- és Filmművészeti Főiskola operatőr szakos hallgatója volt. 1955–1987 között a Mafilmnál dolgozott, kezdetben Illés György mellett. 1965-től a Színház- és Filmművészeti Főiskola tanára; 1987–1990 között a Movi rendező-operatőre. 1994-től a VéTéVé Film Bt. ügyvezetőjeként dolgozott. 2001–2003 között az Európai Operatőrök Társaságának elnöke volt.

## Magánélete
1955-ben házasságot kötött Kékes Viktóriával. Egy lányuk született: Ágnes (1956).

## Filmjei
- Szegény gazdagok (1959)
- Kálvária (1960)
- Hosszú az út hazáig (1960)
- Fűre lépni szabad (1960)
- Próbaút (1961)
- Megöltek egy lányt (1961)
- Pirosbetűs hétköznapok (1962)
- Esős vasárnap (1962)
- Párbeszéd (1963)
- Karambol (1964)
- Nehéz emberek (1964)
- Pacsirta (1965)
- Nem szoktam hazudni (1966)
- Ezek a fiatalok (1967)
- Fiúk a térről (1967)
- Boldogságkeresők (1997)
- Bánk bán (2002)
- A pénzember (2007)

## Művei
- Operatőri ismeretek (tankönyv, 1985)
- Film- és tévéalkotók kézikönyve (1994)
- Kézikönyv film- és tévéalkotóknak (1999)

## Díjai, kitüntetései
- Balázs Béla-díj (1983)
- Eiben István-díj (2001)
- Madridi aranydíj (2002)
- Magyar Köztársasági Érdemrend lovagkeresztje (2008)